# Ioana d'Arc
Ioana d'Arc (Ioana de Arc, Fecioara din Orleans; în franceză Jeanne d'Arc; n. 1412, Domrémy-la-Pucelle, Lorraine⁠(d), Regatul Franței – d. 30 mai 1431, Rouen, Monarhia duală a Angliei și Franței⁠(d)) este una din figurile emblematice ale Franței și sfântă a Bisericii Catolice dar și foarte controversată întrucât unii autori au considerat că era schizofrenică (auzea voci). A fost supranumită de naționaliștii francezi Fecioara din Orleans și i s-a atribuit faptul că, în urma unor viziuni, Dumnezeu i-a spus să elibereze pământurile Franței care erau dominate de Anglia după Războiul de 100 de ani (1337–1453).

## Viața
Născutã în ianuarie 1412, la Domrémy, (Burgundia; azi provincia Lorena), Fecioara din Orleans este considerată cea mai importantă figură din Evul Mediu francez. Ioana a afirmat de nenumărate ori că auzea voci de origine divină (considerate astăzi simptome ale schizofreniei), voci care-i porunceau să mobilizeze armata în lupta pentru eliberarea Franței de sub dominația engleză. Trimisă să conducă trupele franceze care asediau cetatea din Orleans, Ioana d’Arc a reușit să o cucerească în doar 9 zile (afirmație falsă, contrazisă de realitatea istorică). După mai multe victorii în serie, ea a contribuit la încoronarea regelui Carol al VII-lea la Catedrala de la Reims.
În anul 1415, francezii sunt învinși de către Henric al V-lea la Azincourt. După această victorie, regele Angliei întreprinde cucerirea sistematică a Franței. Mai mult decât atât, prin rușinosul tratat de la Troyes – consecință a asasinării ducelui de Burgundia, Ioan fără Frică, de oamenii Delfinului, viitorul Carol al VII-lea; Henric al V-lea reușește să se facă recunoscut drept moștenitor al coroanei Franței. Fiul lui Carol al VI-lea și al lui Isabeau de Bavaria este renegat de propria mamă și considerat bastard. Tronul Franței este promis fiului lui Henric al V-lea, căsătorit cu Caterina de Valois (fiică a lui Carol al VI-lea).
Delfinul (viitorul Carol al VII-lea) se refugiază la Bourges; Chinon și Bourges fiind capitalele sale. Domnește numai la sud de Loara și legitimitatea lui este din ce în ce mai mult pusă la îndoială. Restul Franței, inclusiv Parisul, cucerit de anglo-burgunzi în anul 1418, aparține englezilor. Robită, populația franceză se află într-o stare jalnică.

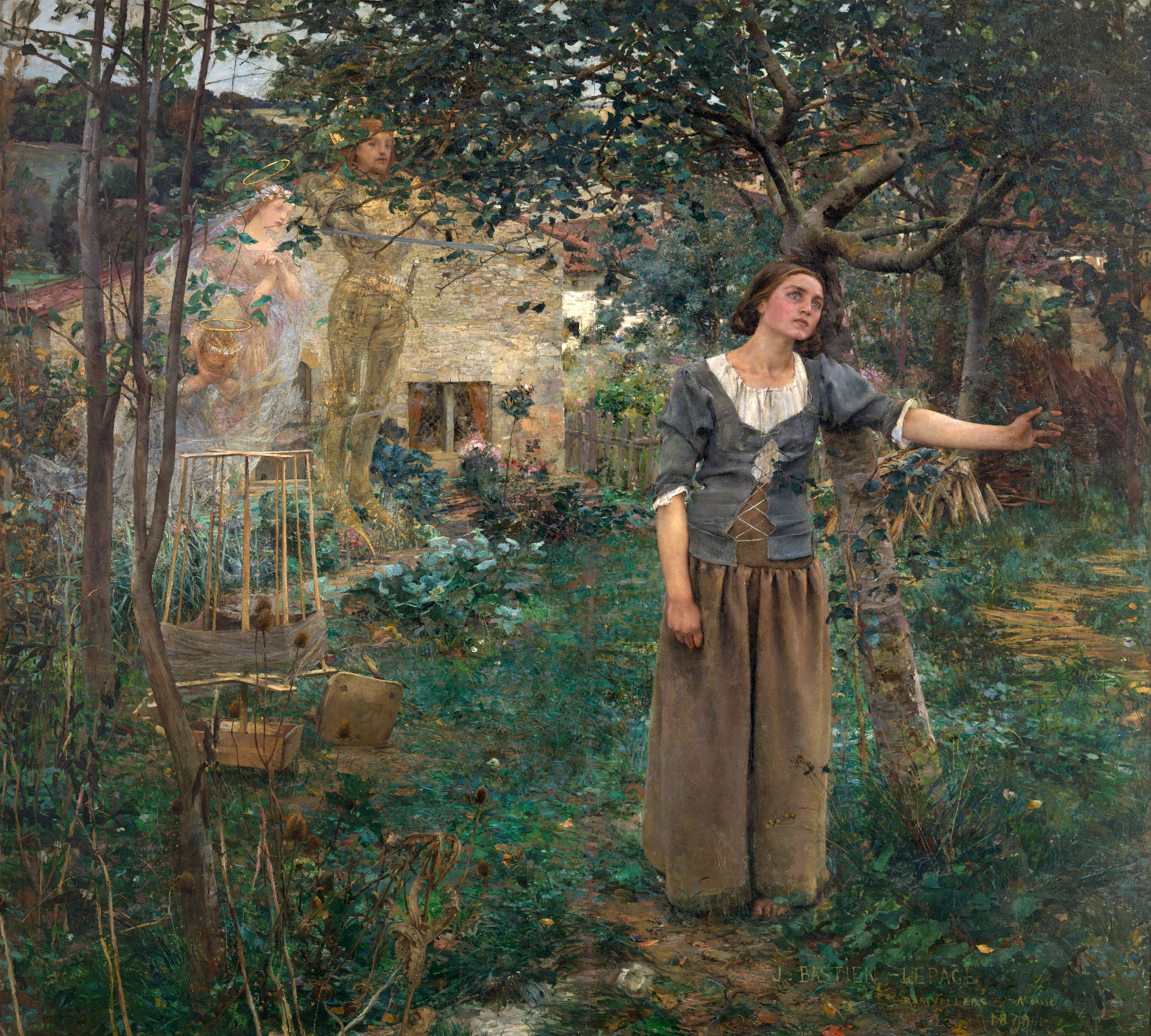
Ioana auzind „vocile”. (Jules Bastien-Lepage, 1879)

În februarie 1429, tânără, acum în vârstă de 16 ani, pornește spre Chinon. Anturajul Delfinului încearcă să-l convingă că demersul ei poate fi o capcană. Soacra acestuia, Iolanda de Aragon - care avea o mare influență asupra sa - insistă s-o primească, pentru că a auzit de „puterile” Ioanei. Carol hotărăște să o pună la încercare. Fata îl recunoaște „după un semn” și îi dezvăluie patru profeții.
Timp de trei săptămâni este interogată de prelați și teologi care încearcă să verifice dacă spune adevărul. Dată pe mâna moașelor, pentru a confirma dacă este virgină, cum pretinde, Ioana spulberă orice îndoială asupra sa. I se dau armură, stindard și escortă. Cât despre spadă, unii spun că i-ar fi dat-o căpitanul de Veaucouleurs, iar alții susțin că ar fi găsit-o în biserica Sainte-Catherine-de Fierbois, după cum îi indicaseră „vocile”.
Oamenii de arme acceptă să i se supună. Istoricii apreciază ca uluitor faptul că tânăra se face ascultată de bărbați ce nu au obișnuința disciplinei. Venirea ei îi redă încrederea Delfinului, care aștepta impasibil căderea Orleansului, aflat de multă vreme sub asediul armatei comandate de Talbot.
Conform legendei, la 29 aprilie, Ioana intră în oraș, alături de Dunois. Peste cinci zile cade unul dintre puternicele forturi pe care englezii le construiseră pentru blocarea Orleansului. La 7 mai, fata constrânge șefii militari francezi, mai mult decât sceptici, să ordone asaltul unei noi fortificații care stopa accesul pe podul Loarei. Rănită la umăr de o săgeată, conduce, totuși, asaltul. Cu stindardul în mână, comandă soldaților să „spargă” fortăreața. Se supun și succesul nu întârzie să vină. A doua zi, Talbot ridica asediul.
Dar adevărul istoric dezvăluit recent este altul: Ioana ajunge la Orleans la o săptămână după ce englezii ridicaseră asediul.
Legenda continuă:
Vestea împlinirii primei profeții a Ioanei este răspândită în întreaga Franță. Toată lumea vede în acest prim triumf semnul că este trimisul lui Dumnezeu.
Însă Fecioara din Orleans nu face aceeași impresie asupra englezilor. Ei râd mai ales când, înainte de fiecare bătălie, le trimite mesaje de curtoazie, prin care le cere să plece de bună voie acasă. Este pentru prima oară, după multă vreme, când trupele franceze îi înving pe englezi, reușită cu consecințe psihologice profunde. Victoriile se țin lanț. La 18 iunie, la Patay, armata engleză, condusă de Falstaff și Talbot, este din nou înfrântă.

Ioana d'Arc în capela regelui Carol al VII-lea. (pictură de Dominique Ingres, 1854)

Ioana îl convinge pe Delfin să profite de avantajul obținut și să accepte să-l conducă la Reims, pentru a fi uns rege, după cum i-au comandat „vocile”. În pofida sfaturilor înțelepților, ale prudenților și intriganților, se supune planului său. După 15 zile de călătorie triumfală, Ioana și Delfinul intră în Reims.
Carol al VII-lea este uns rege în prezența ei și a stindardului. Se împlinește a doua profeție. Arhiepiscopul Regnaud de Chartres îndeplinește ritualurile solemne. Ungerea alungă ultimele îndoieli asupra legitimității Delfinului și este esențială pentru ca poporul să-l considere singurul și adevăratul suveran. Ioana d'Arc vrea să profite de elanul popular și să continue lupta, pentru a-i alunga din întreaga țară pe englezi. Însă regele tergiversează. Iolanda de Aragon îl sfătuiește de această dată să nu o mai sprijine. Carol al VII-lea semnează un acord cu anglo-burgunzii pentru încetarea momentană a ostilităților. Încep eșecurile pentru Fecioara din Orleans. Participă la o serie de lupte fără glorie. Se spune că „vocile” încetaseră să-i mai vorbească, după ungerea regelui. Ducele de Burgundia asediază Compiegne-ul în anul 1430. Ioana vine în ajutorul orașului.
La 24 mai (1430), este făcută prizonieră de către un cavaler burgund, care o capturează în timp ce încearcă să iasă din încercuire. Eroina pune la cale o evadare, însă Jean de Luxembourg o vinde regelui Angliei, care o închide la Rouen. Carol al VII-lea nu o ajută, cu toate că ea este convinsă că o va răscumpăra. Este acuzată de erezie de către Universitatea din Paris, care cere să fie judecată de tribunalul Inchiziției. La 24 mai 1431, în cimitirul din Rouen, fata semnează printr-o cruce (nu știa să scrie) actul de abjurare. Se spune că ar fi fost mințită că hârtia conține altceva. Cert este că, două zile mai târziu, fecioara din Orleans retractează. Este arsă pe rug, la 30 mai, în piața Vieux-Marché din Rouen. Moare strigând numele lui Iisus Hristos, convinsă că și-a îndeplinit misiunea.
Este adevărat că Carol al VII-lea nu a făcut nimic pentru eliberarea eroinei. Totuși, nu a uitat-o cu totul. El este inițiatorul procedurii care anulează sentința din 1431. Cere ca procesul Ioanei să fie declarat nedrept, pentru a rezulta că ajutorul pe care i-l dăduse provenea de la Dumnezeu. Ordonă să se demonstreze că judecătorii au fost nedrepți și că englezii îi voiau moartea. Inocența fetei este foarte importantă pentru legitimitatea sa ca suveran. Sentința este anulată în 1456. Ioana d'Arc este reabilitată. Dar reabilitarea este limitată. Nimeni, nici la curte, nici în sânul bisericii, nu dorea, la acea vreme, sanctificarea sa. Este beatificată abia în 1905, în scopul întăririi Partidului catolic, în momentul în care Republica franceză se pregătea să voteze legea separării Bisericii de stat. Ioana este sanctificată (canonizată) abia în anul 1921, când în fruntea Franței se afla o putere de dreapta.

## Legenda

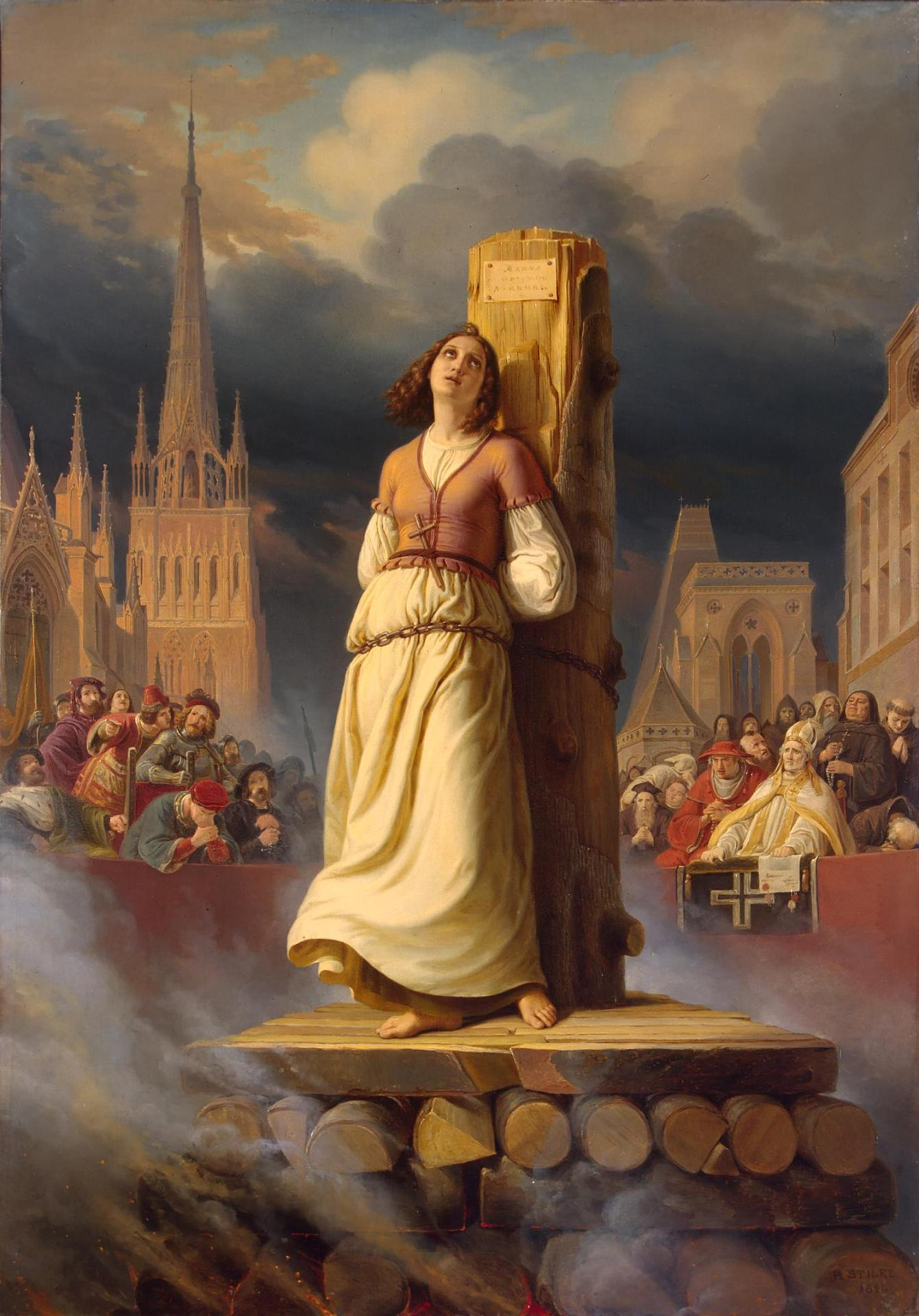
Arderea pe rug. (Anton Hermann Stilke, 1843)

Legenda creată pe la 1900 despre Ioana spune:
|  | La vârsta de 13 ani, Ioana d'Arc aude „voci” care îi comandă să meargă la Bourges și să salveze regatul. În anul 1428, locuitorii din Domremy fug din fața armatelor anglo-burgunde, care dau foc bisericii. Ioana este martoră la violarea și uciderea surorii sale, Catherine, de către soldații englezi. „Vocile”, pe care numai ea le aude, devin imperative. Reticentă până atunci, se hotărăște să-i mărturisească unchiului său că primește ordine misterioase să meargă să elibereze regatul. Acesta o duce la castelanul de Veaucouleurs, Robert de Baudricourt, un fidel al casei de Valois. Sceptic la început, căpitanul se lasă convins până la urmă. Îi dă un cal, o mică escortă, veșminte bărbătești și o scrisoare de recomandare pentru a se putea apropia de Delfinul Carol (regentul Carol al VI-lea). |

## Istorie „alternativă”
Revenind la ultimele cercetări despre epoca Ioanei, s-a constatat:
1. Legenda a fost creată pe la 1900 de naționaliștii francezi în vederea revanșei cu Germania;
2. Ioana era bolnavă ceea ce putea atrage suspiciunea de posesiune demonică și/sau vrăjitorie, iar pedeapsa era uneori arderea pe rug;
3. Ioana nu a luat parte la lupte; faptele de arme i-au fost atribuite de falsificatori;
4. Legenda intră în categoria: mitul necesar.[11][12]

In secolul al XIX-lea, naționalismul a înflorit în toată Europa. Au apărut peste noapte epopei istorice și legende falsificate (Cântecul lui Roland, Cântec despre oastea lui Igor, legende despre Ioana D'Arc, despre Duguesclin etc.).
În privința bolii ei există mai multe diagnostice presupuse: epilepsie, migrenă, tuberculoză și schizofrenie. Din lipsă de informații despre viața Ioanei d'Arc, niciun diagnostic nu a întrunit consensul specialiștilor.
De exemplu, pentru schizofrenie DSM-IV listează efecte colaterale dar severe ale bolii, cum ar fi vorbire dezorganizată, comportament dezorganizat sau catatonic, nivelare afectivă, alogie și avoliție. Se pare că Ioana n-a avut astfel de simptome. Subtilele ei răspunsuri au forțat tribunalul să nu mai țină ședințe publice.

## Vezi și
- Patimile Ioanei d'Arc
- Alena Arzamasskaia
- Ecaterina Teodoroiu